# Nasavsko-Weilburští
Rod Nassau-Weilburg, větev rodu Nasavští, vládnoucí šlechtický rod v Lucembursku. Předtím rod vládl v letech 1344–1806 části hrabství Nassau, které bylo státem na území dnešního Německa, tehdy součástí Svaté říše římské.

## Historie
Po zániku Svaté říše římské se 17. července 1806 knížectví Nasavsko-Usingenské a Nasavsko-Weilburské připojila k Rýnskému spolku. Pod tlakem Napoleona se obě knížectví 30. srpna 1806 spojila v Nasavské vévodství pod společnou vládou prince Fridricha Augusta Nasavsko-Usingenského a jeho mladšího bratrance, prince Fridricha Viléma Nasavsko-Weilburského. Protože Fridrich August neměl dědice, souhlasil s tím, aby se Fridrich Vilém stal po jeho smrti jediným vládcem. Fridrich Vilém však 9. ledna 1816 zemřel na následky pádu na schodech na zámku Weilburg a vévodou sjednoceného Nasavska se později stal právě jeho syn Vilém.
Panovníci z tohoto rodu poté vládli Nasavskému vévodství až do roku 1866. 

## Současnost
Od roku 1890 vládnou Lucemburskému velkovévodství.